# Maximilian von Spee
Maximilian Johannes Maria Hubert von Spee, född 22 juni 1861 i Köpenhamn, död 8 december 1914 utanför Falklandsöarna ombord på SMS Scharnhorst, var en tysk riksgreve, marinofficer och viceamiral.

## Skepp uppkallade efter Maximilian von Spee
Efter Maximilian Graf von Spee har flera skepp i den tyska marinen fått sitt namn
- SMS Graf Spee
- ett pansarskepp (1934 - 1939), se Admiral Graf Spee
- en fregatt i Bundesmarine (1959 - 1967), se Schulfregatte Graf Spee